# Adam-Smith-Problem
Als das Adam-Smith-Problem bezeichnet man die Frage, ob die beiden Hauptwerke Adam Smiths: Die Theorie der ethischen Gefühle (Originaltitel: The Theory of Moral Sentiments) und der Wohlstand der Nationen – Eine Untersuchung seiner Natur und seiner Ursachen (Originaltitel: An Inquiry into the Nature and Causes of the Wealth of Nations) eine Einheit bilden oder getrennt gesehen werden müssen.
Betrachtet man das Werk Wealth of Nations für sich, stellt sich Adam Smith als Gründer der Nationalökonomie und des Wirtschaftsliberalismus dar.

## Umschwungtheorie
In der Diskussion um das Adam-Smith-Problem spielt die Umschwungstheorie, vor allem im deutschen Raum, eine Rolle. Diese vermutet, dass Adam Smith zwischen dem Entstehen beider Werke seine Meinung bezüglich des zentralen Handlungsmotivs menschlichen Handelns von der Sympathie hin zum Eigeninteresse verlagerte. Zunächst schien das schwer nachvollziehbar, denn Adam Smith überarbeitete die Theorie der ethischen Gefühle noch bis kurz vor seinem Tod 1790, ohne dabei größere Änderungen am Motiv der Sympathie vorzunehmen. Einen Erklärungsansatz dafür liefert die Historikerin Barbara Stollberg-Rilinger, wonach Smith’ Aufenthalt im aufklärerisch geprägten Frankreich zwischen beiden Veröffentlichungen liegt. In diese Zeitspanne fiel auch Denis Diderots Veröffentlichung der Encyclopédie. Diderot überwand darin den alten Wissens- und Wertekanon und ließ auch widersprüchliche Aussagen zu bestimmten Themen zu. Die heutige Interpretation nimmt zudem an, dass bereits in der Theorie der ethischen Gefühle die Bedeutung der Sympathie als Handlungsmotiv gering war, nicht aber deren Funktion als moralische Beurteilungsinstanz.

## Kategorienfehlertheorie
Viele modernere Smith-Interpretationen sind der Meinung, dass beide Werke im Wesentlichen konsistente Bestandteile eines umfassend konzipierten Gesamtwerkes der Sozialphilosophie darstellen, The Wealth of Nations also nicht ausschließlich als wirtschaftstheoretisches Werk zu begreifen ist. Umgekehrt weist Wilhelm Meyer darauf hin, dass The Wealth of Nations nicht als ethisches Werk gelten könne. Beide Überlegungen zielen darauf ab, dass es sich bei dem Adam-Smith-Problem um einen Kategorienfehler handeln müsse, da Smith in verschiedenen Fachgebieten publizierte. In diesem komplexeren Zusammenhang erscheint Smith als Schlüsselfigur in der Entstehung der übrigen Sozialwissenschaften, so etwa bei Michael Heinrich. Er charakterisiert den Smithschen Begriff der Sympathie als Grundlage für die Legitimation der Existenz des am Eigennutz orientierten individuellen Produzenten. Die Akzeptanz durch den „impartial spectator“ erfolgt nur, wenn sich die Gefühle (und die daraus resultierenden Handlungen) der Beteiligten decken. Dies geschieht jedoch nur, wenn die Arbeit und der Aufwand, also die entwickelten Kräfte und Mittel, zur Erreichung eines angestrebten Dings durch die „Nützlichkeit“ entschädigt wird.

## Privatgebrauchtheorie
Eine weitere Interpretationsmöglichkeit stellt die Unterscheidung nach dem Gebrauch der Vernunft. Sie geht auf Immanuel Kants Aufklärungsschrift aus dem Jahr 1784 zurück. Darin unterscheidet Kant zwischen dem öffentlichen und privaten Gebrauch der Vernunft. Kant erläutert es an dem Beispiel eines Soldaten, der als Soldat gehorchen, als Mensch jedoch seine Vernunft verwenden und als Gelehrter aufklären solle.